# 九条道房
九条 道房（くじょう みちふさ）は、江戸時代前期の公家。藤原氏摂関家九条流の九条家の当主。摂政・左大臣に昇った。初名は忠象（ただかた）。一字名として「旭」「松」。関白九条幸家と豊臣完子の次男で二条康道は兄、松殿道基は弟。江戸幕府3代将軍徳川家光と徳川和子（東福門院）の甥に当たる。

## 経歴
兄の康道は大叔父の二条昭実の養子として二条家を相続、道房が父の後継者として実家の九条家を相続することが決められ、慶長18年（1613年）12月21日に元服して忠象と名乗った（弟の千世鶴は寛永11年（1634年）7月8日に元服して道基に改名、再興された松殿家を継いだ）。
同年に正五位下左近衛少将に叙任されたのに始まり、翌慶長19年（1614年）6月28日に従四位下、元和元年（1615年）12月18日に従三位、23日に左近衛中将に叙せられ、元和3年（1617年）8月6日に権中納言に任じられる。元和5年（1619年）12月27日に正三位に昇叙、元和7年（1621年）1月14日に権大納言、寛永3年（1626年）8月27日に右近衛大将に任じられた。同年に上洛した大御所徳川秀忠（母方の祖母江の3度目の結婚相手）・将軍徳川家光（母の異父弟）父子が滞在していた二条城に後水尾天皇が行幸すると、兄の康道ら他の公卿たちと共に随行した。
以後も昇進を続け、寛永5年（1628年）2月10日に従二位、寛永8年（1631年）12月11日に正二位に叙任、寛永9年（1632年）11月5日に越前北ノ荘藩主松平忠直の娘で母方の従妹に当たる鶴姫と結婚、12月28日には内大臣、寛永12年（1635年）1月24日に左近衛大将となった。またこの間の寛永6年（1629年）に父から家督を譲られ、寛永8年11月2日に道房と改名している。
学問の関わりは寛永11年3月に後水尾上皇からの命令で書き写した源氏物語の野分を高倉永慶を通じて進上したこと、寛永12年に源氏物語伝授である源氏三ヶ秘決を父から伝授されたことが挙げられる。一方、寛永14年（1637年）に母方の従妹に当たる明正天皇の摂政である兄を関白に改めて任命しようとした後水尾上皇の意図に反し、京都所司代板倉重宗の反対で実現しなかった出来事について、幕府の承認なしで公事が決定出来ないことに不満を漏らしている。
寛永17年（1640年）11月3日に右大臣、寛永19年（1642年）1月19日に左大臣となるが、正保2年（1645年）秋頃から眩暈を起こし、翌正保3年（1646年）になると病状が悪化、余命いくばくもない中で父や兄が後水尾上皇を介して幕府に道房の摂政就任を望み、年が明けた正保4年（1647年）1月5日に摂政・藤氏長者となるが、5日後の10日に薨去した。享年39。弟の道昭（道基から改名）も正保3年6月12日に薨去している。 
5人の娘がいたが息子が無かったため、又従兄弟に当たる鷹司教平の子が婿養子に迎えられ九条兼晴となったが、7歳と幼少のため父の幸家が後見人として九条家を支えることになった。娘は兼晴の正室待姫のほか、愛姫（浅野綱晟正室）、令姫（東本願寺常如室）、梅姫（松平綱賢室）、八代姫（浅野綱晟継室）。
父がパトロンをしていた京狩野の画家狩野山雪と兄や弟と共に交流していたことが日記『道房公記』に確認され、寛永18年（1641年）7月14日条の記事に山雪が道房から祖父九条兼孝の画像を借りたことが記されている。これは6年前の寛永12年に道房から九条家の歴代当主の御影を描くよう命じられた山雪の仕事の一環であり、道房の山雪に対する信頼が窺える。また道房の死後の正保4年に父が山雪へ命じた東福寺所蔵の明兆筆三十三身観音像の内、欠けていた2幅の補作は道房・道昭兄弟の冥福を祈るためだったとされ、4年後の慶安4年（1651年）6月に行われた東福寺塔頭の常楽庵の洪鐘改鋳も同じ意味を込めて正保4年から計画されたと推測されている。

## 官位官職経歴
- 慶長18年（1613年）：正五位下・左近衛少将
- 慶長19年（1614年）：従四位下
- 元和元年（1615年）：従三位・左近衛中将
- 元和3年（1617年）：権中納言
- 元和5年（1619年）：正三位
- 元和7年（1621年）：権大納言
- 寛永3年（1626年）：右近衛大将
- 寛永5年（1628年）：従二位
- 寛永8年（1631年）：正二位
- 寛永9年（1632年）：内大臣
- 寛永12年（1635年）：左近衛大将
- 寛永14年（1637年）：左近衛大将を辞す
- 寛永17年（1640年）：右大臣
- 寛永19年（1642年）：左大臣
- 正保4年（1647年）：摂政

## 系譜
- 正室：鶴姫 - 越前北ノ荘藩主松平忠直の娘
  - 長女：愛姫 - 浅野綱晟正室
  - 次女：令姫 - 東本願寺常如光晴室
  - 三女：梅姫 - 松平綱賢室
  - 四女：待姫 - 九条兼晴正室
  - 五女：八代姫 - 浅野綱晟継室
- 養子
  - 兼晴 - 鷹司教平の三男

## 登場作品
- 葵 徳川三代（2000年（平成12年）、NHK大河ドラマ） 演：中江太